# Domenica Walter
Juliette Marie Léonie Lacaze, surnommée Domenica, et devenue par ses mariages successifs Domenica Guillaume puis Domenica Walter, née à Millau le 19 mai 1898 et morte à Neuilly-sur-Seine le 29 juin 1977, est une collectionneuse d'art française.
Une partie de la collection de tableaux modernes dont elle a hérité du marchand d'art et galeriste Paul Guillaume et qu'elle a augmentée avec son second époux, l'architecte et homme d'affaires Jean Walter, est conservée à Paris au musée de l'Orangerie.
La mort parfois jugée étrange de deux de ses époux, et les affaires judiciaires dans laquelle elle fut impliquées font de Domenica un personnage sulfureux, parfois qualifié de « veuve noire » ou de « diabolique ».

## Biographie

Paul Guillaume, 1915, Amedeo Modigliani, Musée de l'Orangerie.

Juliette Lacaze grandit dans un milieu modeste à Millau. À sa naissance, son père est aspirant au notariat. 
Employée comme vestiaire dans une boîte de nuit parisienne, Le Viking, Juliette Lacaze rencontre Paul Guillaume, qu'elle épouse à Paris en octobre 1920 et qui lui donne son surnom de Domenica. Le couple vit d'abord avenue de Messine puis dans un luxueux appartement de 600 m2 au no 22 de l'avenue du Bois à Paris. 

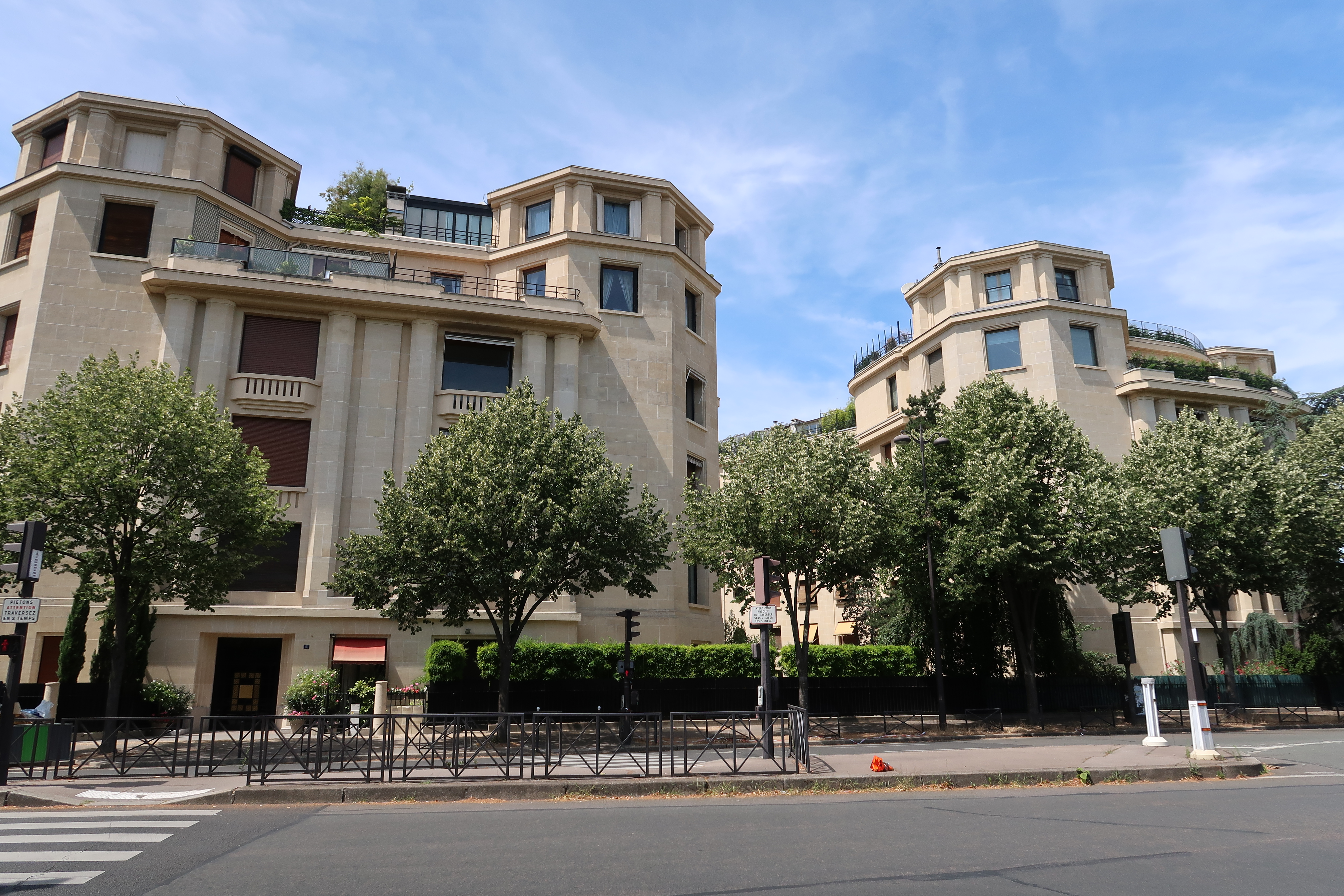
Les immeubles Walter en 2019.

En 1932, elle rencontre lors d'une croisière sur Le Normandie l'architecte Jean Walter, qui termina la première guerre mondiale comme attaché militaire de Georges Clemenceau. Celui-ci, alors veuf et plus riche que son mari, devient son amant. Ce « ménage à trois » ne choque alors pas dans les milieux mondains de l'époque. Le couple Guillaume emménage même dans un des immeubles Walter de l'architecte (16e arrondissement de Paris).
Certaines rumeurs l'accusent de ne pas être étrangère à la mort de son époux du fait qu'elle a attendu le dernier moment pour faire hospitaliser Paul Guillaume qui, victime d'une péritonite provoquée par une appendicite non soignée, ne sera hospitalisé à la demande de sa femme que lorsque sa maladie se transforme en septicémie généralisée.
À la mort de son mari, en octobre 1934, alors que ce dernier avait prévu de léguer sa collection de tableaux au musée du Luxembourg, elle simule une grossesse puis achète un enfant à une trafiquante d'enfants rue Pasquier connue de la haute société de l'époque, en vue de l'adopter ; il s'agit de Jean-Pierre Guillaume, dit Polo, présenté officiellement comme le fils posthume du couple Guillaume, dont la naissance est déclarée à Paris le 30 novembre 1934, mais dont l'acte d'adoption date seulement de 1940. Lors d'une dispute, alors qu'il est âgé de douze ans, Domenica lui aurait révélé cette origine ; elle ne s'en occupe guère, et Jean Walter lui sert de père.
En 1941, elle épouse à Cannes son amant Jean Walter qui depuis 1935 a fait fortune dans l'industrie minière au Maroc, notamment dans les mines de Zellidja. D'un goût plus « classique » que son précédent mari, elle vend alors une partie de sa collection (plus de 200 œuvres), dont plusieurs portraits de Modigliani, l'ensemble des toiles de Chirico et les tableaux cubistes de Picasso. 
L'ensemble de sculptures africaines rassemblée par Guillaume est vendu aux enchères (certains de ces objets sont exposés avec la collection Guillaume-Walter au musée de l'Orangerie à Paris) ainsi que des « Picasso cubistes », tandis que des toiles de Lorjou sont distribuées à des proches ; elle achète alors des toiles célèbres, notamment des Gauguin, Monet et Sisley, modifiant la composition de la collection Guillaume. Parmi elles : Argenteuil de Monet, Rocher rouge et Biscuits et Pommes de Cézanne, acheté en 1952 pour l'importante somme de 33 millions de francs. 
Très moderne, voire d'avant-garde à l’origine, la collection de Paul Guillaume a ainsi basculé sous l'impulsion de sa veuve vers l'impressionnisme et les œuvres classiques de Matisse et Picasso. 
Dans les années 1950, elle entame une liaison avec le médecin rhumatologue et homéopathe Maurice Lacour. En juin 1957, son mari Jean Walter meurt renversé par une voiture ; des rumeurs accusent Domenica Walter d'être à l'origine de la mort de son second époux, s'appuyant sur son refus de faire venir une ambulance après cet accident, et le choix de son amant, Lacour, pour transporter en voiture son mari jusqu'à l'hôpital où il arrivera déjà mort.
En 1958, alors que son fils Jean-Pierre Guillaume est mobilisé comme parachutiste en Algérie, il échappe à une tentative d'assassinat orchestrée par Lacour, l'amant de Domenica. Ce dernier est arrêté mais, la tentative d'assassinat ayant été ébruitée avant d'avoir lieu, Maurice Lacour est acquitté. Quelques années plus tard, Jean-Pierre est de nouveau piégé par sa petite amie Maïté qu'il croit coiffeuse et se révèle être une call-girl ; celle-ci le dénonce à la police pour proxénétisme mais finit par révéler la machination qu'elle dit être orchestrée par Jean Lacaze, frère de Domenica, une condamnation pour proxénétisme pouvant entraîner la récusation de l'acte d'adoption ou de l'héritage paternel.
Domenica Walter encourage Madeleine Castaing dans ses débuts de décoratrice professionnelle à Paris et devient son amie, en dépit de son litige avec son mari qui est avec son collègue Léopold Zboroski un des deux premiers galeristes de Chaim Soutine, que lui aurait « ravi » le couple Castaing ; malgré le scandale qui isole « la veuve noire » de la haute société, le couple Castaing lui conserve son amitié.
À partir de 1957, elle entreprend des négociations avec l'État français afin de lui céder une partie de la collection, qui aboutiront en 1959 et 1963, avec l'aide de relations proches du pouvoir gaulliste, à deux actes de vente avec réserve d'usufruit sa vie durant, pour la somme de 300 millions de francs - inférieure à la valeur marchande des oeuvres -  de 146 tableaux, dont 24 Renoir, 12 Picasso, 15 Cézanne, 10 Matisse, 29 Derain et 22 Soutine. 
Elle déjeune régulièrement avec le nouveau ministre des Affaires culturelles, André Malraux ; l'accord officieux comprend l'immunité judiciaire pour son compagnon et son frère. 

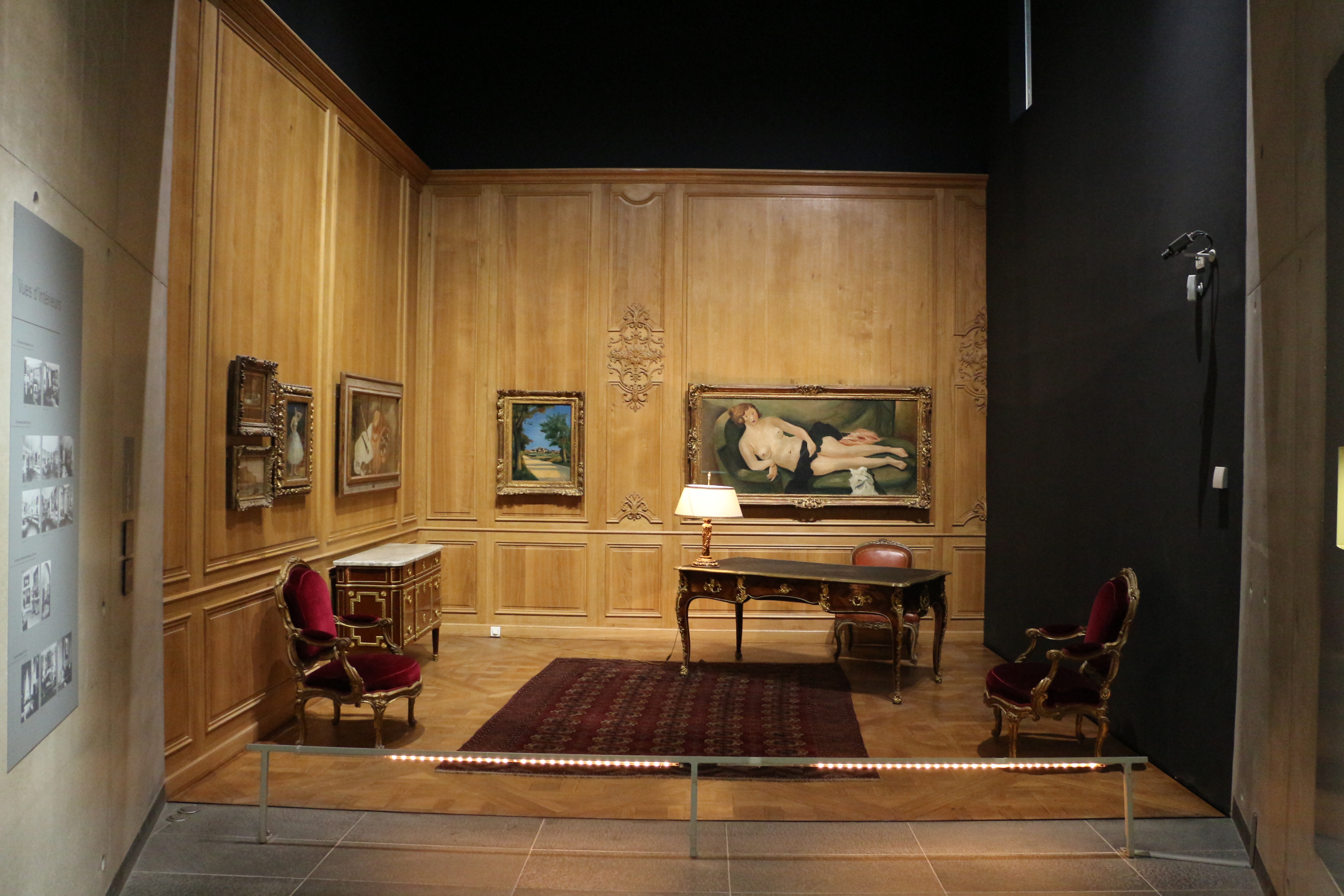
Reconstitution du bureau de Domenica Walter 3, rue du Cirque.

En 1960, ces œuvres viendront rejoindre les Nymphéas de Monet au musée de l'Orangerie ; selon Pierre Georgel, conservateur en chef du musée, il ne s'agit pas là de l'intégralité de sa collection, qui comporte d'autres œuvres vendues par Domenica Walter à des tiers, dont Gabrielle à la rose de Renoir, une Sainte-Victoire de Cézanne, plusieurs Soutine, une douzaine d'Utrillo, vingt Laurencin, vingt Fautrier, trente Derain et un portrait de l'homme politique Albert Sarraut, dont elle fut également la maîtresse.
Domenica Walter meurt à 79 ans le 29 juin 1977, sans qu'elle et son fils adoptif se soient réconciliés. 
La veuve Guillaume-Walter habitait alors rue du Cirque, dans le 8e arrondissement de Paris.